# Ray Passman
Ray Passman (* vor 1950; † 31. Juli 2010) war ein US-amerikanischer Liedtexter, Musikproduzent und Musikverleger.

## Leben
Ray Passman begann seine Karriere Ende der 1940er Jahre in der Musikszene von New York, als er Songtexte zu Kompositionen schrieb, wie den Text zu einem alten Kinderlied, das als Anything You Wanna Do I Wanna Do With You von Billy Eckstine und Anthony Newley eingespielt wurde. Er schrieb in den folgenden Jahren u. a. den englischen Text zu Besame Mucho, zu John Carisis Komposition Israel (als It's Your Dance), ferner für Boplicity, einen weiteren Titel der Birth of the Cool-Session, das er Bebop Lives betitelte. Er textete auch für Phil Medley (Everybody Needs Love) und Bob Dorough, mit dem er Dizzy Gillespies Woody 'N You zur Vokalversion Wouldn't You? verarbeitete. Mit Bert Russell Berns schrieb er den Song Hully Gully Firehouse, der u. a. von Harold Nicholas und Hazy Osterwald gecovert wurde. Passman schrieb mit Herb Wasserman Mitte der 1960er Jahre auch einen Text zu Sonny Rollins’ bekanntestem Titel St. Thomas (1956) als Down St Thomas Way. Passman gründete den Musikverlag Raybird Music. In seinen späteren Jahren betätigte er sich als Förderer und Produzent junger Jazzsänger wie Stephanie Nakasian (French Cookin’, 1992), Diane Hubka, deren Debütalbum Haven't We Met? (1999) er co-produzierte, Ann Carlini und Jane Irving. Er war auch Co-Produzent des Meredith-D’Ambrosio-Albums Love Is Not a Game (1991).